# Itaguara (gemeente)
Itaguara is een gemeente in de Braziliaanse deelstaat Minas Gerais. De gemeente telt 12.812 inwoners (schatting 2009).

## Aangrenzende gemeenten
De gemeente grenst aan Carmo do Cajuru, Carmópolis de Minas, Cláudio, Crucilândia, Itatiaiuçu, Piracema en Rio Manso.